# Marginalizacja społeczna

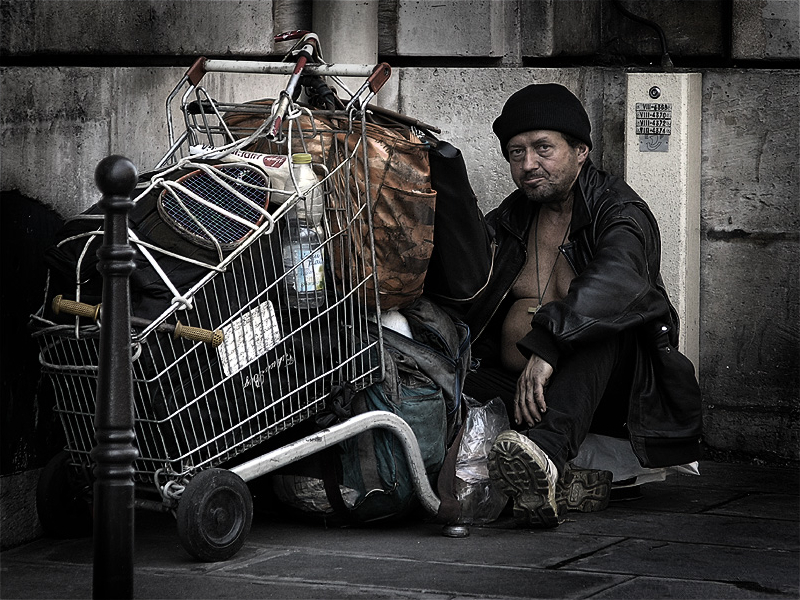
Osoba wykluczona społecznie

Marginalizacja społeczna, wykluczenie społeczne, ekskluzja – wyłączenie z udziału w życiu społecznym jednostek, grup społecznych lub w ujęciu globalnym społeczeństw w stosunku do ich otoczenia społecznego. Może odnosić się do procesu wykluczania jednostek i grup albo do stanu wykluczenia. Przeciwieństwo inkluzji.

## Geneza i charakterystyka
Wykluczenie społeczne jest rozumiane jako niemożliwość bycia uczestnikiem ważnych aspektów życia społecznego, zwłaszcza gospodarczego, politycznego lub kulturowego.
Przy wykluczaniu społecznym jednostek czynnikami mającymi na to największy wpływ jest bezrobocie i bieda. Jeżeli dochodzi do koncentracji tego typu ludności w ograniczonej przestrzeni topograficznej, wówczas tworzyć się może specyficzna subkultura ubóstwa oraz podklasa społeczna, w której wzory zachowań i systemy wartości często podlegają dziedziczeniu w następnych pokoleniach. Pod wpływem marginalizacji na obszarach miejskich mogą pojawiać się getta.
Jednostka jest wykluczona społecznie (według brytyjskiego Center for Analysis of Social Exclusion), jeżeli:
- jest ona pod względem geograficznym członkiem społeczeństwa,
- nie może uczestniczyć w normalnych aktywnościach obywateli w tym społeczeństwie (z powodów będących poza jej kontrolą),
- chce uczestniczyć w aktywności społeczności.

## W psychologii międzykulturowej
Marginalizacja społeczna jest jednym z rodzajów adaptacji kulturowej w modelu akulturacji kanadyjskiego psychologa Johna Berry’ego. Jest rodzajem akulturacji na poziomie jednostki. Na poziomie relacji międzygrupowych odpowiada wykluczeniu społecznemu lub systemowemu. Migrant wybierający (świadomie lub nie) tę strategię akulturacji odrzuca kulturę kraju przyjmującego i kulturę kraju pochodzenia.

## Ubóstwo a wykluczenie społeczne
według Petera Abrahamsona
Regulacje prawne Unii Europejskiej dotyczące pomocy społecznej łączą pojęcie ubóstwa z wykluczeniem społecznym. Przypisywane są one jednak do dwóch różnych dyscyplin naukowych.
| —                             | Ubóstwo                                   | Wykluczenie społeczne                                |
| ----------------------------- | ----------------------------------------- | ---------------------------------------------------- |
| Dyscyplina                    | ekonomia                                  | socjologia                                           |
| Sytuacja                      | brak wystarczających zasobów              | odmowa realizacji praw                               |
| Przyczyna                     | niezaspokojenie potrzeb                   | dyskryminacja w dostępie do instytucji integrujących |
| Perspektywa                   | statyczna (stan)                          | dynamiczna (proces)                                  |
| Typ społecznej stratyfikacji  | pionowa (wyższe i niższe klasy)           | pozioma (grupy wewnątrz i grupy na zewnątrz)         |
| Sugerowane remedium społeczne | transfery (gwarantowany dochód minimalny) | usługi społeczne (środki aktywizacyjne)              |